# Rhynchospora rostrata
Rhynchospora rostrata är en halvgräsart som beskrevs av Carl Lindman. Rhynchospora rostrata ingår i släktet småag, och familjen halvgräs. Inga underarter finns listade i Catalogue of Life.